# Mario Varglien
Mario Varglien (pronunciación en italiano: /ˈmaːrjo ˈvarʎen/; Fiume, Imperio austrohúngaro, 26 de diciembre de 1905-11 de agosto de 1978), también conocido como Varglien I, fue un jugador, entrenador de fútbol y atleta italiano. En su etapa como jugador profesional se desempeñaba como centrocampista. 
Su hermano menor Giovanni también fue futbolista, y jugaron juntos en la Juventus.

## Selección nacional
Fue internacional con la selección de fútbol de Italia en una ocasión. Formó parte de la selección campeona del mundo en 1934, pese a no haber jugado ningún partido durante el torneo.

### Participaciones en Copas del Mundo
| Mundial                        | Sede   | Resultado | Partidos | Goles |
| ------------------------------ | ------ | --------- | -------- | ----- |
| Copa Mundial de Fútbol de 1934 | Italia | Campeón   | 0        | 0     |

## Clubes

### Como jugador
| Club             | País   | Año       |
| ---------------- | ------ | --------- |
| Olympia Fiume    | Italia | 1920-1926 |
| Fiumana          | Italia | 1926-1927 |
| Pro Patria       | Italia | 1927-1928 |
| Juventus         | Italia | 1928-1942 |
| Sanremese Calcio | Italia | 1942-1943 |
| Triestina        | Italia | 1943-1944 |

### Como entrenador
| Club             | País   | Año       |
| ---------------- | ------ | --------- |
| Sanremese Calcio | Italia | 1942-1943 |
| Padova           | Italia | 1946      |
| Triestina        | Italia | 1946-1947 |
| Como             | Italia | 1948-1951 |
| Pro Patria       | Italia | 1951-1952 |
| Roma             | Italia | 1953-1954 |

## Palmarés

### Como jugador

#### Campeonatos nacionales
| Título      | Club     | País   | Año  |
| ----------- | -------- | ------ | ---- |
| Serie A     | Juventus | Italia | 1931 |
| Serie A     | Juventus | Italia | 1932 |
| Serie A     | Juventus | Italia | 1933 |
| Serie A     | Juventus | Italia | 1934 |
| Serie A     | Juventus | Italia | 1935 |
| Copa Italia | Juventus | Italia | 1938 |
| Copa Italia | Juventus | Italia | 1942 |

#### Copas internacionales
| Título                 | Selección | Sede   | Año  |
| ---------------------- | --------- | ------ | ---- |
| Copa Mundial de Fútbol | Italia    | Italia | 1934 |

### Como entrenador

#### Campeonatos nacionales
| Título  | Club | País   | Año  |
| ------- | ---- | ------ | ---- |
| Serie B | Como | Italia | 1949 |